# Joris de Man
Joris de Man (30 de Junho de 1972) é um renomado compositor de trilhas-sonoras de jogos eletrônicos holandês. Entre suas composições mais famosas estão as dos jogos Killzone.
Em 2010, ele ganhou o prêmio Ivor Novello pela composição da trilha-sonora do jogo Killzone 2.
Uma das últimas trilhas quê produziu com enorme sucesso foi o exclusivo do PlayStation 4 Horizon Zero Dawn que depois foi lançado para PC.